# Grant Wood
Grant DeVolson Wood, född 13 februari 1891 i Anamosa i Iowa, död 12 februari 1942 i Iowa City i Iowa, var en amerikansk målare.

## Biografi
Wood föddes på landsbygden i Iowa, sex kilometer öster om Anamosa, 1891, och var son till Hattie Weaver och Francis Maryville Wood. Hans mor flyttade med familjen till Cedar Rapids efter att hans far dog 1901. Strax därefter började Wood som lärling i en lokal järnaffär. Efter examen från Washington High School registrerade Wood sig i The Handicraft Guild, en konstskola som helt drevs av kvinnor i Minneapolis. Han sägs senare ha återvänt till skolan för att måla sitt mest kända verk American Gothic. Ett år senare återvände Wood till Iowa, där han undervisade i en byskola. År 1913 anmälde han sig till School of the Art Institute i Chicago och utförde en del arbete som silversmed. Från 1922 till 1928 företog Wood fyra resor till Europa, där han studerade många målarstilar, särskilt impressionism och postimpressionism. Det var dock den flamländske konstnären Jan van Eyck verk från 1400-talet som påverkade honom och han använde dennes teknik i sina nya verk.
Woods stil hade påverkats av besök i Europa på 1920-talet, av det flamländska och tyska 1400- och 1500-talsmåleriet samt rörelsen nya sakligheten. Den tekniska precision och stilisering som utmärker hans verk har också drag av amerikansk folkkonst. Hans mest kända målningar är American Gothic (1930) och Revolutionens döttrar (1932), där det också ingår ett starkt satiriskt drag. American Gothic är ett av de mest kända verken från det amerikanska 1900-talsmåleriet och har varit föremål för många parodier men även hyllningar.
Dagen före sin 51-årsdag dog Wood på Iowa universitetssjukhus av bukspottkörtelcancer. Han är begravd på Riverside Cemetery i Anamosa i Iowa. När Wood dog övergick hans egendom till systern, Nan Wood Graham, kvinnan som är porträtterad i American Gothic. När hon dog 1990 donerades hennes egendom, tillsammans med Woods personliga tillhörigheter och konstverk, till Figge Art Museum i Davenport i Iowa. År 2009 tilldelades Wood Iowa-priset, statens högsta medborgares pris. Libertyfartyget SS Grant Wood bär hans namn.

## Bilder

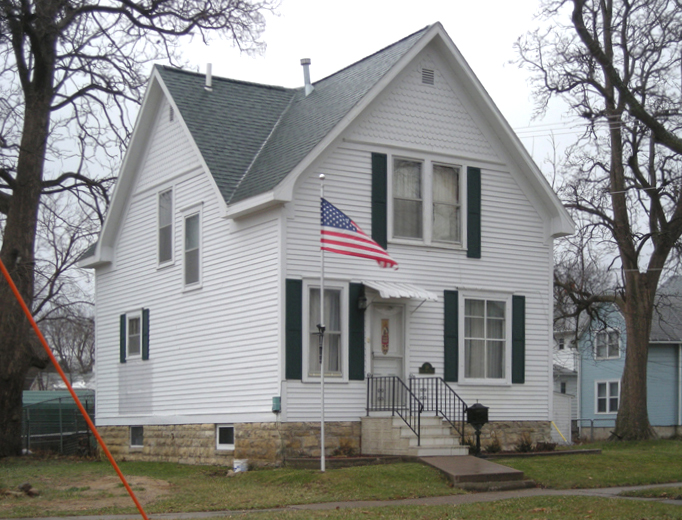
Grant Woods barndomshem i Cedar Rapids i Iowa.
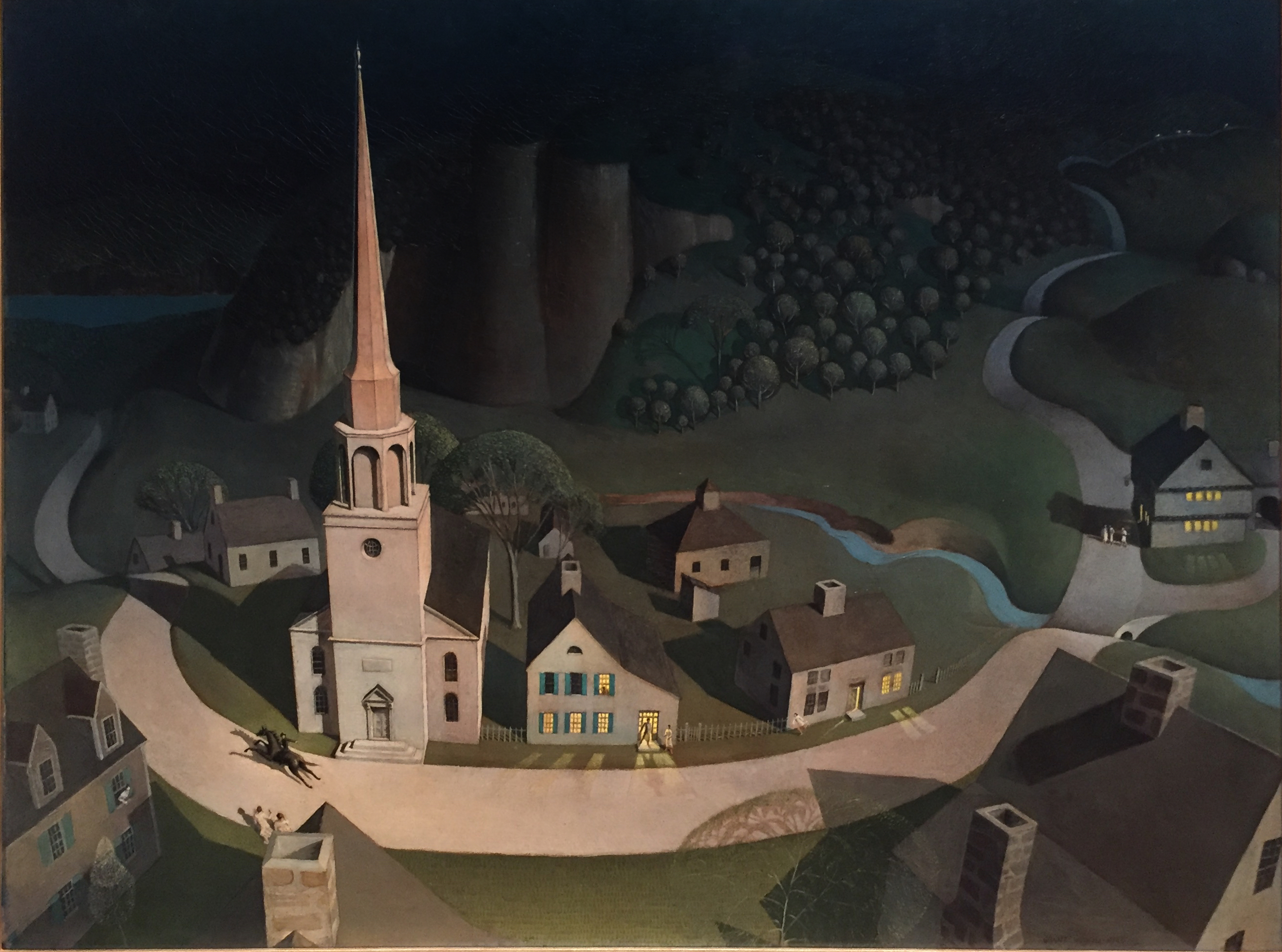
Paul Revers midnattsritt, 1931.
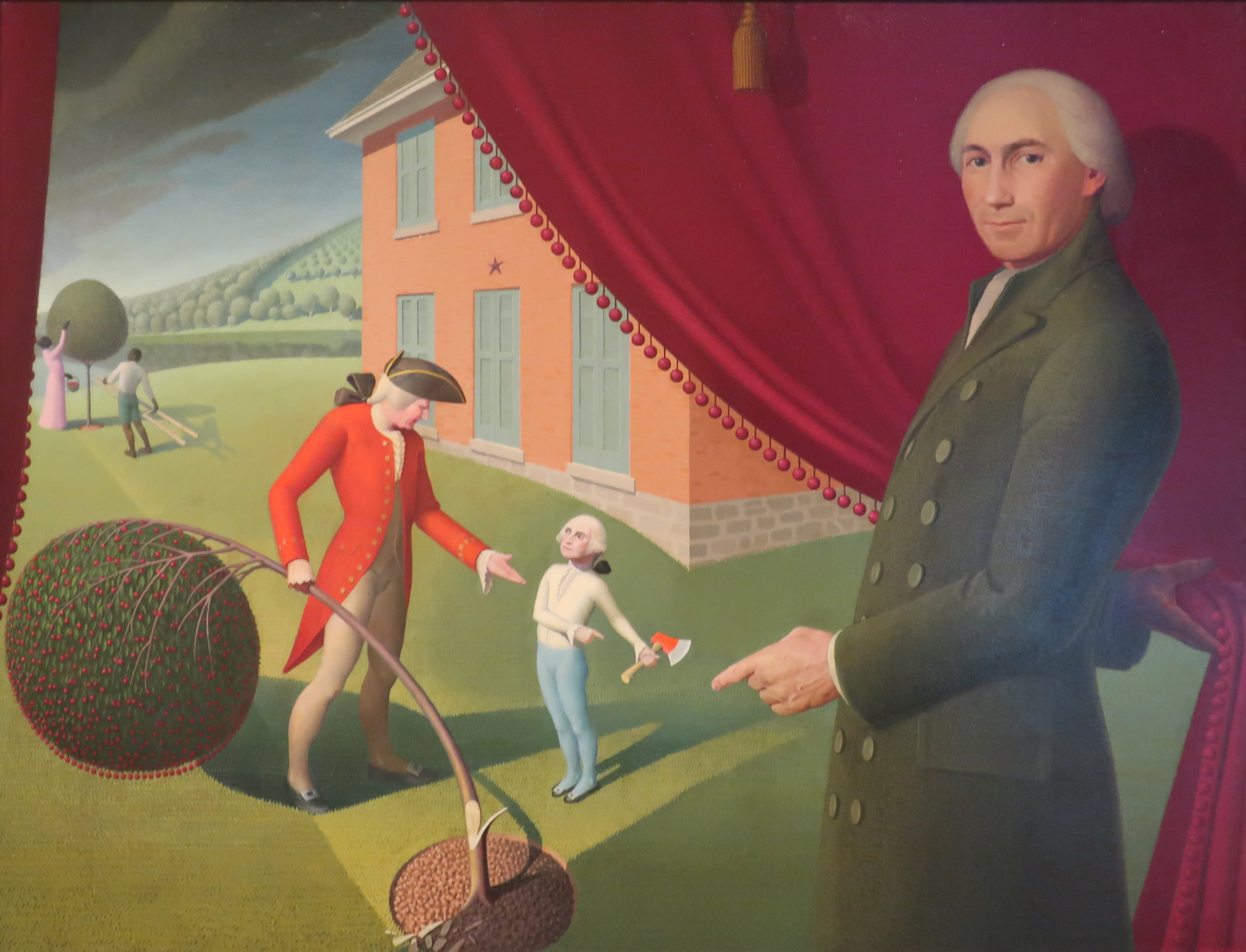
Parson Weems fabel, 1939.
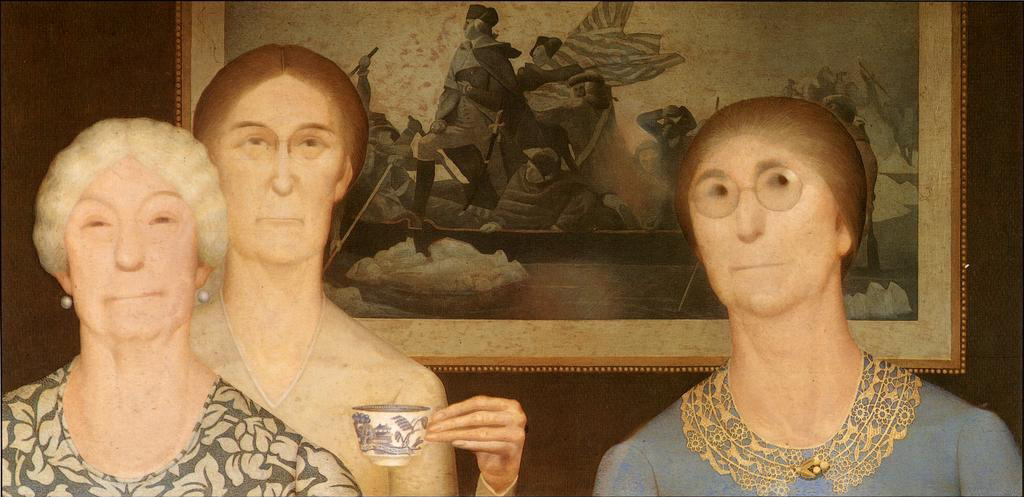
Revolutionens döttrar, 1932.
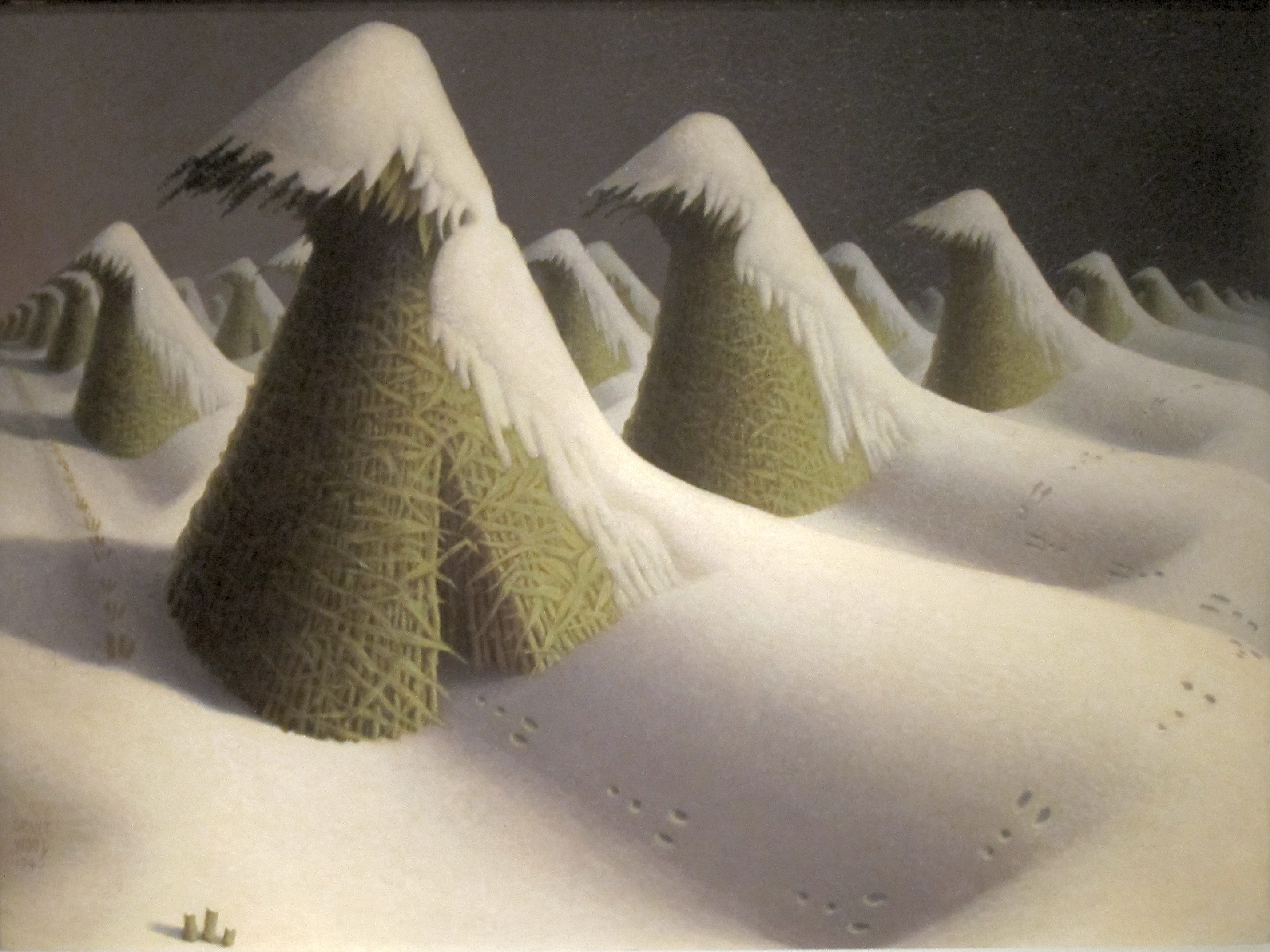
Januari, 1940–1941.
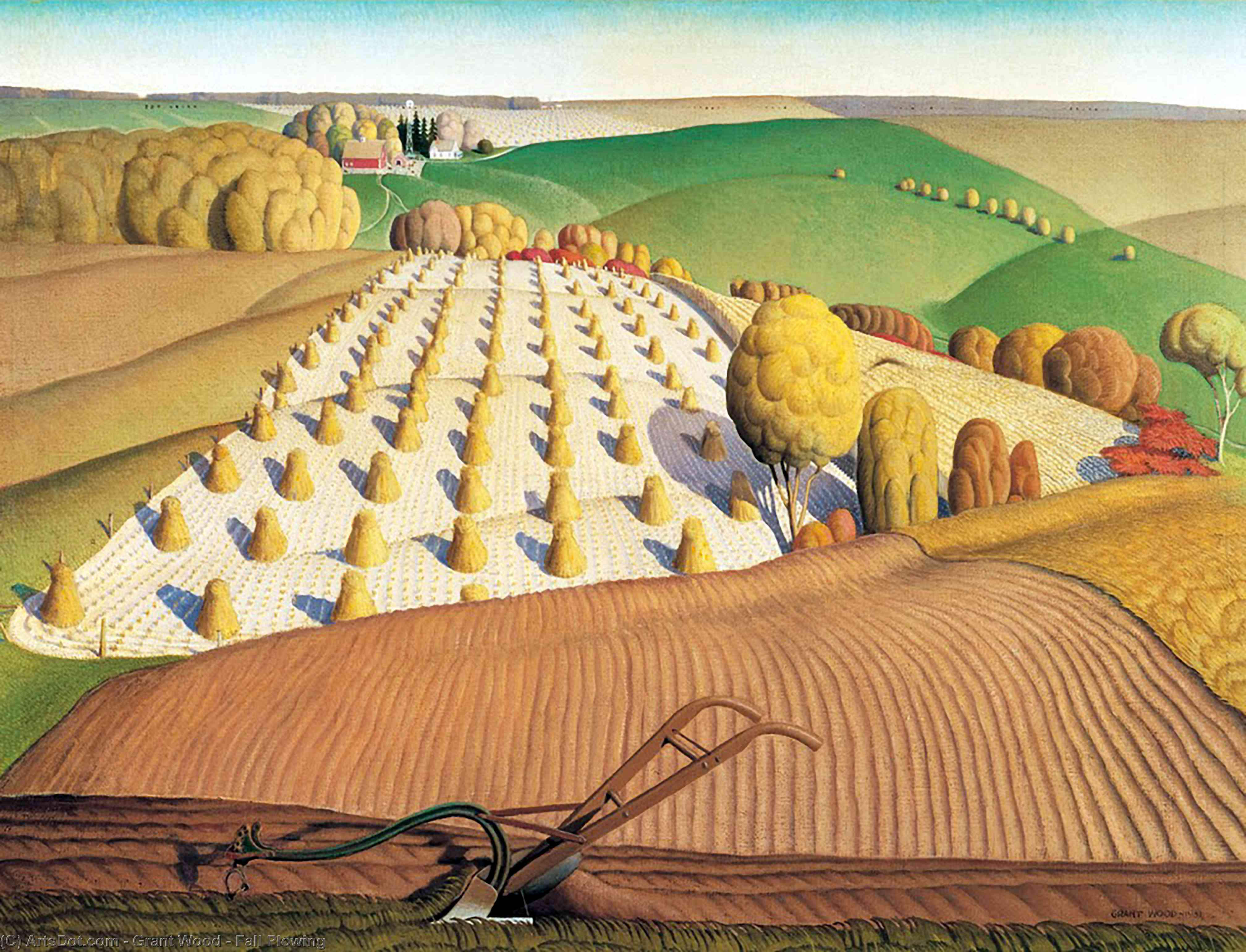
Höstplöjning, 1931.
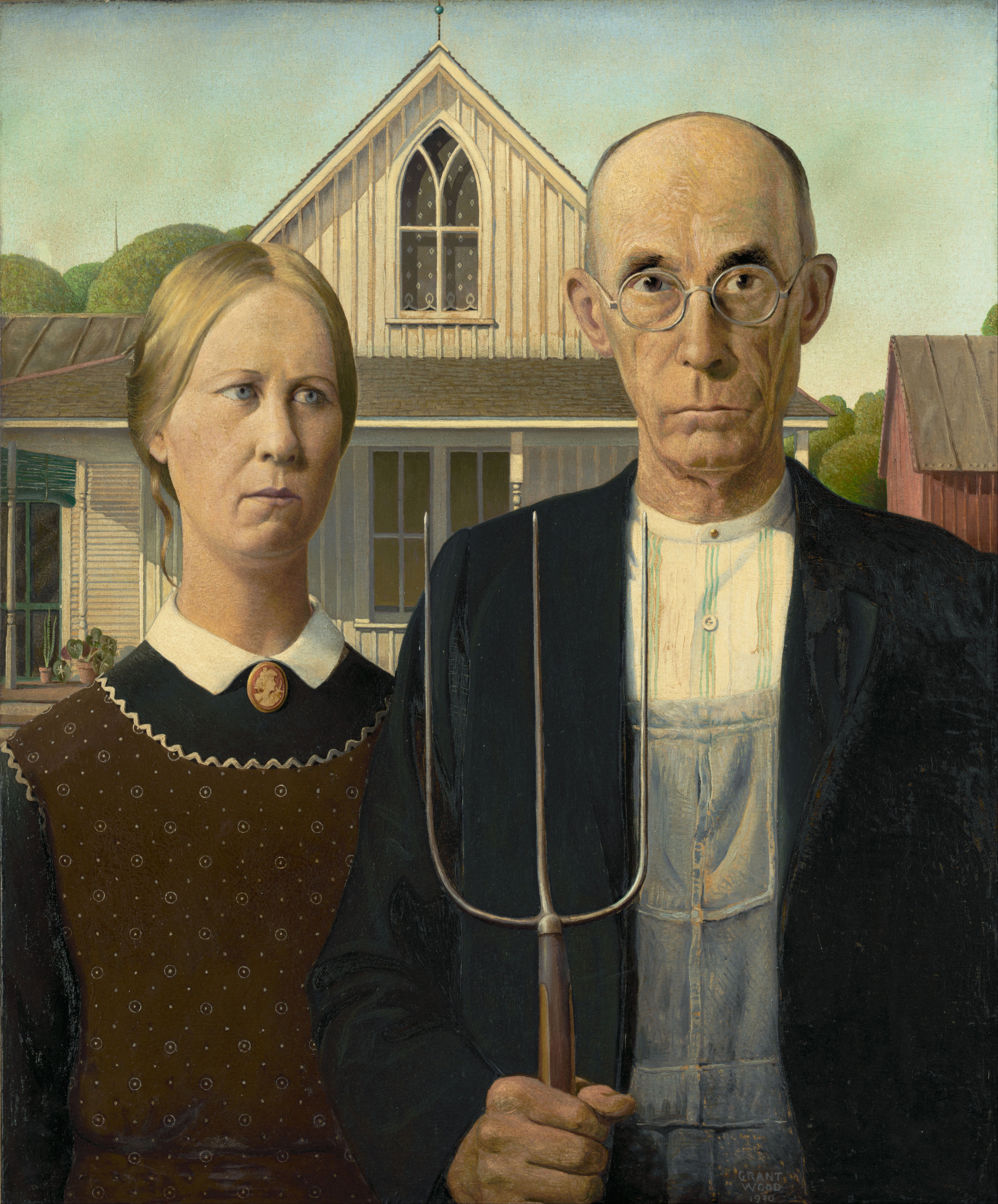
American Gothic, 1930.